# Leslie Kritzer
Leslie Rodriguez Kritzer (New York, 24 marzo 1977) è un'attrice e cantante statunitense.

## Biografia
Ha recitato in numerosi musical a Broadway e nel resto degli Stati Uniti, tra cui Godspell (Off Broadway, 2000), Funny Girl (New Jersey, 2001), Grease (New Jersey, 2003), Hairspray (Broadway, 2004), Legally Blonde (Broadway, 2007), Cabaret (North Shore, 2009), Sondheim on Sondheim (Broadway, 2010), Something Rotten! (Broadway, 2015) e Spamalot (Broadway, 2024).
Per il suo lavoro a Broadway è stata candidata a tre Drama Desk Award e al Tony Award alla miglior attrice non protagonista in un musical nel 2024 per Spamalot.

## Filmografia

### Cinema
- L'amore e altri luoghi impossibili (Love and Other Impossible Pursuits / The Other Woman), regia di Don Roos (2009)

### Televisione
- 3 libbre - serie TV, episodio 1x02 (2006)
- Law & Order - Unità vittime speciali (Law & Order: Special Victims Unit) - serie TV, episodio 11x13 (2010)
- Vinyl - serie TV, episodi 1x02-1x06 (2016)
- Kevin Can Wait - serie TV, episodio 1x09 (2016)
- New Amsterdam - serie TV, 3 episodi (2021-2022)
- The First Lady - serie TV, episodi 1x04-1x10 (2022)

### Doppiaggio
- Hazbin Hotel - serie animata (2024) – voce di Rosie

## Doppiatrici italiane
Nelle versioni in italiano delle opere in cui ha recitato, Leslie Kritzer è stata doppiata da:
- Perla Liberatori in New Amsterdam (s.4)
- Ilaria Egitto in New Amsterdam (s.5)
- Stella Musy in The First Lady

Da doppiatrice, è stata sostituita da:
- Ilaria Latini in Hazbin Hotel